# Wolfgang von Unger
Ludwig Otto Wilhelm Wolfgang von Unger (né le 17 décembre 1855 à Detmold et mort le 18 décembre 1927 à Charlottenbourg) est un général de cavalerie prussien et un écrivain militaire.

## Biographie

### Origine
Il est le fils de Fritz Ludwig Urban von Unger (de) (1817-1893) et de son épouse Friederike Wilhelmine Albertine Berta, née von Eberhardt (1825-1905). Son père est premier lieutenant et maître d'écurie prussien

### Carrière militaire
Unger termine ses études secondaires dans sa ville natale et est ensuite cadet à Bensberg et à Berlin. Le 19 avril 1873, il est transféré au 19e régiment de dragons en tant que sous-lieutenant. D'octobre 1880 à juillet 1883, Unger est diplômé de l'Académie de guerre, devient premier lieutenant et, à ce titre, est commandé au Grand État-Major général pendant un an au début de mai 1884. Il y est affecté le 3 mars 1887 et est promu capitaine le 22 mars. Après d'autres affectations à l'état-major général, Unger est, du 22 mars 1891 au 28 mars 1892, chef d'escadron dans le 3e régiment de dragons. Il rejoint ensuite l'état-major général du 13e division d'infanterie et devient major le 31 mai 1892. Le 25 juin 1893, sous la position à la suite de l'état-major général, il est nommé premier adjudant du chef d'état-major général de l'armée, Alfred von Schlieffen. Libéré de ce commandement le 9 septembre 1897, Unger est chargé de diriger le 20e régiment de dragons (de). Du 18 août 1898 au 17 octobre 1900, il commande ce régiment et devient entre-temps lieutenant-colonel le 27 janvier 1899, puis chef de l'état-major général du 13e corps d'armée. Alors qu'il est encore colonel, il reçoit le 27 janvier 1903 le commandement de la 20e brigade de cavalerie et devint major général le 27 janvier 1905. Sa nomination au poste de commandant de la 3e division d'infanterie à Stettin coïncide avec sa promotion au rang de lieutenant-général le 18 février 1908. Le 20 janvier 1910, Unger est mis à la retraite et reçoit l'étoile de l'ordre de l'Aigle rouge de 2e classe avec feuilles de chêne.
Avec le déclenchement de la Première Guerre mondiale, Unger est réactivé et nommé commandant du 14e division de réserve. Avec cette grande unité, il participe à l'invasion de la Belgique neutre et participe à la conquête de Namur. Après le siège et la prise de Maubeuge, sa division entre en guerre de tranchées sur l'Aisne à la mi-septembre 1914. Le 28 janvier 1915, il passe le commandement à son successeur, le lieutenant-général Ernst Wagner. Ce n'est que le 17 septembre 1915 qu'il reçoit une nouvelle affectation avec sa nomination comme inspecteur d'étape de la 4e armée à Gand. Avec l'attribution de la première classe de l'Ordre de la Couronne avec épées, sa disposition de mobilisation est finalement annulée le 4 février 1917.

### Famille
Unger est marié le 16 octobre 1884 à Oldenbourg avec Alexandra Wilhelmine Sidonie Edle von Grün (1855-1933). Le mariage produit les enfants suivants:
- Friedrich (1885-1972), général de division allemand
- Karl Ludwig Paul (né en 1890), capitaine à l'état-major général
- Ernst Friedrich Karl Eduard Job Wolf (1894-1914), lieutenant du 4e régiment de grenadiers de la Garde